# Amour fou
Als eine Amour fou ([amurˈ fu:]; französisch aus amour = Liebe von lateinisch amor; fou = närrisch, verrückt) bezeichnet man eine  Liebesbeziehung, die aufgrund ihrer Intensität als „obsessiv“ empfunden wird. Noch schwerer als die Gefühlsheftigkeit an sich wiegt jedoch, dass die Beteiligten sich in besonderen Lebensumständen befinden, in denen sie durch ein Ausleben ihrer Gefühle Schaden entweder selbst erleiden oder für andere anrichten würden, wobei dieses Moment der Gefährlichkeit bzw. Ungebührlichkeit die Liebesraserei wiederum noch verstärkt. Der Duden definiert Amour fou als bildungssprachlich für eine „verhängnisvolle leidenschaftliche, rasende Liebe“. Amour fou ist stets eine wechselseitige Liebe, was sie auch von einer obsessiven unerwiderten Liebe unterscheidet.
Zur Verbreitung des Begriffs führte André Bretons Prosawerk L’Amour fou aus dem Jahr 1937. Der Begründer des Surrealismus beschreibt darin die Begegnung mit seiner späteren Frau Jacqueline Lamba.
Insbesondere in Oper, Literatur und Film ist die Amour fou ein häufiger verwendetes Motiv. 

## Film
- 1969: Amour fou (L’Amour fou) (F) von Jacques Rivette
- 1972: Der letzte Tango in Paris (F, I) von Bernardo Bertolucci mit Maria Schneider und Marlon Brando[3]
- 1990: Frühstück bei ihr (Originaltitel: White Palace) (USA) von Luis Mandoki mit James Spader und Susan Sarandon
- 2014: Amour fou (A, LUX, D) von Jessica Hausner mit Christian Friedel und Birte Schnöink

3sat strahlt Anfang jedes Jahres eine neue Auflage der Spielfilmreihe Amour fou aus, darunter viele der oben genannten Filme.

## Serien
- Amour Fou ist der Titel der 38. Folge der Fernsehserie Die Sopranos und bezieht sich auf die Liebesbeziehung der Hauptfigur Tony Soprano (James Gandolfini) mit Gloria Trillo (Annabella Sciorra).
- Amour Fou ist ebenfalls Titel der 12. und letzten Folge der zweiten Staffel der Fernsehserie Dexter und bezieht sich auf die Liebesbeziehung der Nebenfigur Lila West (Jaime Murray) mit Dexter Morgan (Michael C. Hall).
- Amour Fou ist der Titel der 1023. Folge der Krimireihe Tatort.
- Amour Fou ist der Titel der 6. Folge der ersten Staffel You – Du wirst mich lieben.

## Musiktheater
- 2020 Amour Fou (A) von Scharmien Zandi[5]